# Justin Snith
Justin Snith (Calgary, 8 de diciembre de 1991) es un deportista canadiense que compite en luge en la modalidad doble.
Participó en tres Juegos Olímpicos de Invierno, entre los años 2010 y 2018, obteniendo una medalla de plata en Pyeongchang 2018, en la prueba por equipo (junto con Alex Gough, Samuel Edney y Tristan Walker).
Ganó cuatro medallas en el Campeonato Mundial de Luge entre los años 2012 y 2016.

## Palmarés internacional
| Juegos Olímpicos   | Juegos Olímpicos            | Juegos Olímpicos  | Juegos Olímpicos |
| Año                | Lugar                       | Medalla           | Prueba           |
| ------------------ | --------------------------- | ----------------- | ---------------- |
| 2018               | Pyeongchang (Corea del Sur) | Medalla de plata  | Equipo           |
| Campeonato Mundial |                             |                   |                  |
| Año                | Lugar                       | Medalla           | Prueba           |
| 2012               | Altenberg (Alemania)        | Medalla de bronce | Equipo           |
| 2013               | Whistler (Canadá)           | Medalla de plata  | Equipo           |
| 2015               | Sigulda (Letonia)           | Medalla de bronce | Equipo           |
| 2016               | Königssee (Alemania)        | Medalla de bronce | Equipo           |